# Nerina Nicotra
Nerina Nicotra (Quilmes, Gran Buenos Aires, 31 de julio de 1975) es una cantante y bajista argentina. Es más conocida por integrar la banda de Luis Alberto Spinetta desde 2004.

## Biografía
Nerina Nicotra se desempeñó en un grupo de tango en Los Ángeles, Estados Unidos. Tocó en la banda de Gonzalo Aloras, a su vez guitarrista de Fito Páez. En 2004, Javier Malosetti dejó su lugar como bajista de la banda de Luis Alberto Spinetta, y el productor musical Rafael Arcaute le recomendó que tuviera en cuenta a Nerina. Luego de oírla, Spinetta le propuso integrar su cuarteto, junto a Sergio Verdinelli en batería y Claudio Cardone en teclados, en el que debutó el 16 de julio de 2004 en Rosario.

## Discografía
- Pan, 2005 (integrando la banda de Luis Alberto Spinetta).
- Un mañana, 2008 (integrando la banda de Luis Alberto Spinetta).
- Spinetta y las Bandas Eternas, 2010 (integrando la banda de Luis Alberto Spinetta).

## Premios
- 2009: Premios Carlos Gardel al mejor álbum del año y al mejor álbum de rock por Un mañana.
- 2009: Nominada al Grammy Latino en la categoría "Mejor Álbum de Rock Vocal", por Un mañana.